# Jana Bode
Jana Bode (Rochlitz, RDA, 1 de marzo de 1969) es una deportista alemana que compitió en luge en la modalidad individual.
Ganó cinco medallas en el Campeonato Mundial de Luge entre los años 1990 y 1997, y seis medallas en el Campeonato Europeo de Luge entre los años 1990 y 1996.

## Palmarés internacional
| Campeonato Mundial | Campeonato Mundial    | Campeonato Mundial | Campeonato Mundial |
| Año                | Lugar                 | Medalla            | Prueba             |
| ------------------ | --------------------- | ------------------ | ------------------ |
| 1990               | Calgary (Canadá)      | Medalla de bronce  | Individual         |
| 1991               | Winterberg (Alemania) | Medalla de bronce  | Individual         |
| 1996               | Altenberg (Alemania)  | Medalla de oro     | Individual         |
| 1996               | Altenberg (Alemania)  | Medalla de plata   | Equipo             |
| 1997               | Igls (Austria)        | Medalla de plata   | Individual         |
| Campeonato Europeo |                       |                    |                    |
| Año                | Lugar                 | Medalla            | Prueba             |
| 1990               | Igls (Austria)        | Medalla de plata   | Equipo             |
| 1990               | Igls (Austria)        | Medalla de bronce  | Individual         |
| 1994               | Königssee (Alemania)  | Medalla de plata   | Individual         |
| 1994               | Königssee (Alemania)  | Medalla de plata   | Equipo             |
| 1996               | Sigulda (Letonia)     | Medalla de oro     | Individual         |
| 1996               | Sigulda (Letonia)     | Medalla de oro     | Equipo             |